# Ivan Šreter
Ivan Šreter (Pakrac, 22. prosinca 1951. – 1991.), bio je hrvatski liječnik, u Jugoslaviji 1980-ih progonjen je zbog uporabe hrvatskoga jezika, a 1991. godine ubijen u Domovinskom ratu. Prozvan je "hrvatskim Gandhijem".

## Životopis
Ivan Šreter rođen je u Pakracu 1951. godine. Osnovnu školu završio je u Pakracu a srednju fizioterapeutsku školu završio je u Lipiku. Medicinski fakultet pohađao je u Zagrebu gdje je i diplomirao 1978. godine. Istodobno je pohađao institut za teološku kulturu laika gdje mu je profesorom bio Josip Turčinović. Jedno vrijeme radio je u Općoj bolnici u Pakracu, a zatim u Lipiku, gdje je postao ravnateljem bolnice.

### 1984.
Dana 3. listopada 1984. godine pregledao je, kao specijalist liječnik bolnice u Lipiku, pacijenta Stevu Majstorovića i pri upisu liječničkoga nalaza u zdravstveni karton u rubriku zanimanje upisao izraz "umirovljeni časnik" umjesto "penzionirani oficir". U Vjesniku od 15. listopada 1984. godine, u rubrici Pisma čitalaca, objavljeno je pismo oficira JNA koje je sadržavalo pritužbu zbog tog čina.
Ondašnji partijski komesar u kulturi, književnik, Goran Babić iskoristio je pismo za javni napad u kojem je Šretera bez ikakvih dokaza optužio za zlonamjernost i navodne veze s ustašama i niz drugih neosnovanih teza, te na kraju implicirao kako bi ga trebalo mučiti i ubiti.[nedostaje izvor] Navedeni je esej objavljen u Nedjeljnoj Dalmaciji – informativno-političkom tjedniku br. 703, Split, 28. listopada 1984. godine.
Dr. Šreter je potom optužen "...da je na javnom mjestu pisanjem vrijeđao i omalovažavao... ... socijalističke patriotske i nacionalne osjećaje građana' i time počinio prekršaj iz članka 3. st. 1. Zakona o prekršajima protiv javnoga rada (reda!) i mira. Osuđen je temeljem tog propisa na kaznu zatvora u trajanju od pedeset dana."(Milan Vuković, Jezik, prosinac 1996. godine)
»(...) te je dr. Šretera sutkinja suda za prekršaje u Pakracu Branka Radolović, rješenjem o prekršaju broj 11-841/84 od 20. studenoga 1984. proglasila krivim zbog prekršaja iz čl. 3 st. 1. Zakona o prekršajima protiv javnog reda i mira, kaznivši ga kaznom zatvora od 50 dana, uz obrazloženje: "Sudac nije prihvatio obranu okrivljenog koji ističe da se ne osjeća krivim za djelo za koje ga se tereti jer smatra da ovakvim svojim postupkom nije niti vrijeđao niti omalovažavao ni vjeru ni naciju niti političko uvjerenje dotičnog. Osim toga, riječ 'časnik' u pojedinim se riječnicima poistovjećuje s riječju 'oficir' i ne nalazi se u upotrebi samo od 1941. godine, već davno ranije!" U žalbi protiv toga rješenja istaknuli su kako se pravo dr. Šretera govoriti i pisati jezikom koji je naučio, upotrebljavati riječi koje ni u kakvom rječniku nisu zabranjene, pokušalo oduzeti jednom ovakvom tvrdnjom o krivnji samo zato što su te riječi identificirane kao čisto hrvatske riječi i kao takve inkrimirane. Republičko vijeće za prekršaje, 30. rujna 1986. godine pod brojem 6271/1986. donijelo je Rješenje kojim je smanjilo kaznu na 10 dana, ali je ostavilo kvalifikaciju prekršaja uz obrazloženje "da je prvostepeni sudac u potpunosti i točno utvrdio činjenično stanje i pravilno pravno označio djelo okrivljenog kao prekršaj iz primijenjenog propisa, a žalba svojim razlozima nije utjecala na drugačiju odluku u tom dijelu pobijanog rješenja".«

### Nakon 1989. i Domovinski rat
Kasnije je postao predsjednikom pakračkog ogranka HDZ-a i predsjednikom regionalnog Kriznog štaba za Zapadnu Slavoniju.
Nakon izbijanja balvan revolucije 1991. godine zalagao se za nenasilje, te je pozivao Srbe na mir i prestanak terora kojeg su počeli provoditi. Istaknuo se po razboritosti, dobroti, kao pobornik rješavanja razmirica mirnim putem. Kada je 30. svibnja 1991. godine pred zgradom općine obilježena prva obljetnica hrvatske neovisnosti održao je govor te rekao i sljedeće:
»Srbi, osudite četništvo. Budimo zajedno pod hrvatskom, talijanskom, čehoslovačkom i srpskom zastavom, ali nam ne stavljajte četnička obilježja na našu zajedničku općinsku zgradu. Nitko od nas ne promiče i ne podržava ustaštvo, pa nemojte ni vi četništvo i živjet ćemo zajedno«.

Sredinom kolovoza počele su otmice u Pakracu. Uoči pada Pakraca pobunjeni Srbi obučeni u odore pričuvnika JNA, 18. kolovoza 1991. godine postavili su barikadu na cesti u Kukunjevcu s ciljem otmice upravo dr. Šretera, jer su ostale automobile propuštali, a barikada je sutradan uklonjena. Zarobljeni Hrvati odvođeni su u selo Bučje, ali je dr. Šreter zatočen nedaleko Bučja u napuštenoj kući u selu Branešci, na k. br. 110. Zna se da je bio psihički i tjelesno zlostavljan i otada mu se gubi svaki trag. Pretpostavlja se da je odveden u zloglasni logor Bučje gdje je trpio strašna mučenja. Posljednji put viđen je živ 29. kolovoza 1991. godine. Bio je zatočen zajedno s dr. Vladimirom Solarom, ravnateljem pakračke bolnice otetim dan nakon dr. Šretera, 19. kolovoza 1991. godine, koji je preživio mučenja logora. Po svjedočenju dr. Vladimira Solara dr. Šreter imao je:
»(...) prijelom lijeve podlaktice, lijeve lopatice i bio je sav plav. Nije bilo komadića kože na tijelu koja nije bila plava. Sjećam se 6. 10. 1991. mi je rečeno: Dr. Šreter je ubijen, a tebe ćemo pustiti kad budemo htjeli - prisjetio se Solar. On je posljednji put vidio dr. Šretera živog. To je bilo 29. kolovoza 1991.«.
Njegovi posmrtni ostatci do danas nisu pronađeni. Jedna je od još uvijek 22 nestale osobe u logoru Bučje. Dana 2. siječnja 1993. godine proglašen je mrtvim. Sumnja se da je ubijen između 29. kolovoza (kada je dr. Solar preseljen u logor Bučje, tj. kada ga je posljednji put vidio) i 6. listopada 1991. godine (kada je dr. Solaru rečeno da je mrtav).

## Nagrade, priznanja i odličja
- Hrvatski liječnički zbor dodijelio mu je odličje "Ladislav Rakovac".
- Odlukom Predsjednika Republike Hrvatske odlikovan je Redom Petra Zrinskoga i Frana Krste Frankopana s posrebrenim pleterom, a dodijeljena mu je i Nagrada grada Lipika za životno djelo.[3]
- Priznanje Junak hrvatskog Domovinskog rata dodijelila mu je posmrtno, 16. travnja 2016. godine, Udruga hrvatskih branitelja Domovinskog rata 91., u suradnji s drugima Udrugama proizašlim iz Domovinskog rata, a priznanje je njegovoj obitelji uručio Mladen Pavković.[12]

## Spomen
- Njemu u čast hrvatska jezikoslovna nagrada od 2005. godine nosi ime Nagrada Dr. Ivan Šreter.[13]
- U Pakracu je po njemu imenovan trg, proglašen je počasnim građaninom Pakraca i postavljeno je njegovo poprsje (19. ožujka 2009. godine) na platou između župne crkve UBDM i "Hrvatskog doma" koje je izradio hrvatski kipar, akademski umjetnik Tonko Fabris.[14]
- Dne, 9. lipnja 2009. godine održana je svečana premijera dokumentarnoga filma "Časnik mirotvorac" o dr. Ivanu Šreteru. Autor filma je Dražen Bušić, a nastao je u produkciji Zaklade "Dr. Ivan Šreter".[15]
- U lipnju 2010. godine Odjel fizikalne terapije u Toplicama Lipik posvećen je dr. Šreteru.[16]
- Od 2011. godine njemu u spomen održava se stručni skup nazvan Balneološki skup “Dr. Ivan Šreter”.[17]
- Od 2018. godine, 18. kolovoza u spomen na dr. Ivana Šretera obilježava se Nacionalni dan mirotvorstva.[18]
- Godine 2019. park nasuprot KBC-a »Rebro« na zagrebačkom Maksimiru jednoglasnom je odlukom Odbora za imenovanje naselja, ulica i trgova Grada Zagreba imenovan Parkom dr. Ivana Šretera.[19]
- Godine 2021. u Kukunjevcu je na mjestu otmice dr. Šretera postavljena spomen-ploča.[20]
- U studenome 2022. godine po njemu je u Vukovaru nazvan Centar dr. Ivana Šretera, koji se bavi "istraživanjem ratnih zločina, žrtvama rata i poraća, dokumentiranjem i potragom za nestalima".[21][22]

## Vanjske poveznice
- Nacionalna evidencija nestalih osoba: Ivan Šreter
- Časnik mirotvorac, youtube.com